# Мывалка
Мывалка — река в России, протекает по Сосновоборскому району Пензенской области. Длина реки составляет 15 км. Площадь водосборного бассейна — 105 км².
Начинается в урочище Кряжим, течёт сначала на юг в окружении сосново-берёзовых и дубово-берёзовых лесов, затем в селе Нижний Мывал поворачивает на юго-восток. Устье реки находится в 24 км по правому берегу реки Тешнярь у деревни Карауловка на высоте 201 метр над уровнем моря. На реке имеется пруд.
Основной приток — Пандалокс — впадает справа.

## Данные водного реестра
По данным государственного водного реестра России относится к Верхневолжскому бассейновому округу, водохозяйственный участок реки — Сура от истока до Сурского гидроузла, речной подбассейн реки — Сура. Речной бассейн реки — (Верхняя) Волга до Куйбышевского водохранилища (без бассейна Оки).
Код объекта в государственном водном реестре — 08010500112110000035208.